# Primera dinastia de Kish
La primera dinastia de Kish és una llista que anomena els llegendaris reis sumeris que van exercir l'hegemonia amb centre a Kish, després del diluvi. Com es pot veure a la llista reial sumèria, el temps de regnat és desmesurat el que indica que no es tracta de verdaders reis sinó de figures llegendàries. L'hegemonia sobre Sumer va passar després a Uruk.
- Jushur de Kish: 1200 anys
- Kullassina-bel de Kish: 960 anys
- Nangishlishma de Kish: 670 anys
- En-Tarah-Ana de Kish: 420 anys
- Babum de Kish: 300 anys
- Puannum de Kish: 840 anys
- Kalibum de Kish: 960 anys
- Kalumum de Kish: 840 anys
- Zuqaqip de Kish: 900 anys
- Atab de Kish: 600 anys
- Mashda de Kish: 840 anys
- Arwium de Kish: 720 anys
- Etana de Kish: 1500 anys
- Balih de Kish: 400 anys
- En-Me-Nuna de Kish: 660 anys
- Melem-Kish de Kish: 900 anys
- Barsal-Nuna de Kish: 1200 anys
- Zamug de Kish: 140 anys
- Tizqar de Kish: 305 anys
- Ilku de Kish: 900 anys
- Iltasadum de Kish: 1200 anys
- En-Men-Barage-Si de Kish, que va conquerir Elam: 900 anys
- Agade Kish: 625 anys.[1]